# RS-14 Temp-2S
Die RS-14 Temp-2S (russisch ракета средней-14 Темп-2С) war eine fahrzeuggebundene ballistische Interkontinentalrakete aus sowjetischer Produktion. Der Systemindex der Sowjetarmee lautet 15P642, die Rakete wird als 15Sch42 bezeichnet. Der NATO-Codename lautet SS-16 Sinner. Die Temp-2S war bei der Indienststellung die weltweit erste mobile Interkontinentalrakete.

## Entwicklung
Anfang der 1960er-Jahre wurde in der Sowjetunion mit der RT-20P (NATO-Codename SS-15 Scrooge) Versuche unternommen, eine straßenmobile und eisenbahnbasierte Interkontinentalrakete zu entwickeln. Nachdem die Versuche mit dieser Rakete wenig erfolgversprechend verliefen und ersichtlich wurde, dass die RT-20P nicht serienreif war, wurde das Projekt beendet. Daraufhin wurde ein neues Pflichtenheft ausgearbeitet und am 6. März 1966 erteilten das Zentralkomitee der KPdSU und der Ministerrat der UdSSR den Auftrag zu Entwicklung einer neuen straßenmobilen Interkontinentalrakete. Die Rakete wurde unter Alexander Nadiradse im Moskauer Institut für Wärmetechnik entwickelt. Die Produktion erfolgte im Maschinenbauwerk Wotkinsk. Die Triebwerke wurden bei Firma OKB Sojus entwickelt und die Entwicklung des Start- und Transportfahrzeuges erfolgte bei Minski Awtomobilny Sawod. Die Entwicklung eines Startkomplexes auf Kettenfahrzeugen (Objekt 821 und Objekt 829) wurde eingestellt. Im Oktober 1971 wurde der erste Temp-2S-Prototyp zum Kosmodrom Plessezk gebracht. Der erste Teststart erfolgte am 14. März 1972. Die Rakete flog vom Plessezk zum Raketentestgelände Kura auf der Halbinsel Kamtschatka. Bis zum Jahr 1976 wurden in Plessezk 26 Temp-2S-Raketen zu Test- und Übungszwecken gestartet. Ab 1975 wurde die ersten Temp-2S für Truppenversuche an die Strategischen Raketentruppen ausgeliefert, so dass am 21. Februar 1976 zwei Raketenregimenter mit der Temp-2S ausgerüstet waren.
Die Temp-2S bildete die Grundlage für die späteren Raketensysteme RSD-10 (NATO-Codename SS-20 Saber) und RS-12M (NATO-Codename SS-25 Sickle).

## Technik

### Startfahrzeug
Die 15Sch42-Raketen waren auf dem geländegängigen MAZ-547A-12×12-LKW platziert und wurden ab diesem gestartet. Der Systemindex der Sowjetarmee für dieses Fahrzeug lautete 15U67 bzw. 82SCP2. Jedes Fahrzeug war mit einer Rakete bestückt. Der LKW wurde von Minski Awtomobilny Sawod entwickelt und hatte eine Besatzung von drei Personen. Er verfügte über eine Reifendruckregelanlage, ein Navigationssystem und ein Führerhaus mit ABC-Schutz. An der Fahrzeugfront befand sich der Motor mit dem Führerhaus. Als Motor kam ein luftgekühlter W58-Dieselmotor mit 478 kW (650 PS) Leistung zur Anwendung. Unbeladen (ohne Rakete) hatte das Fahrzeug eine Länge von 17,33 m, war 3,20 m breit und hatte eine Höhe von 2,94 m und ein Gewicht von knapp über 40 Tonnen. War das Fahrzeug mit dem Transport- und Abschussbehälter für die Rakete beladen, betrug die Länge 21,50 m und die Höhe 4,45 m. Das Fahrzeuggewicht stieg auf rund 85 Tonnen.  Beladen betrug die maximale Fahrgeschwindigkeit rund 40 km/h. Um das Startfahrzeug feuerbereit zu machen, wurde es zuerst auf Hydraulikstützen gestellt. Danach wurde der Transport- und Abschussbehälter mit der Rakete über das Heck in einem Winkel von 90 ° angestellt. Die 15Sch42-Raketen wurden kalt gestartet. Mittels Gasdruck wurden sie aus dem Abschussbehälter auf eine Höhe von ca. 30 m ausgestoßen. Erst dann zündete die erste Raketenstufe. Ab dem Startfahrzeug konnten die Raketen direkt in der Basis, bei eingemessenen Geländepunkten entlang einer festgelegten Patrouillenroute oder von beliebigen Punkten im Gelände gestartet werden. Das mobile Temp-2S-System war schnell verlegbar und daher schwierig zu lokalisieren, somit war eine präventive Zerstörung nur schwierig realisierbar. Für den Raketenstart wurde eine Vorbereitungszeit von 10–20 Minuten benötigt. Nach dem Start konnte das Fahrzeug mit einer neuen Rakete beladen werden.

### Rakete
Die 15Sch42-Raketen wurden in versiegelten, vor Witterungseinflüssen geschützten Transport- und Abschussbehältern aus dem Herstellungswerk geliefert. In der Raketengarnison wurden die Behälter auf die Start- und Transportfahrzeuge aufgesetzt. Der zylinderförmige Abschussbehälter hatte eine Länge von 20 m und einen Außendurchmesser von rund 2,00 m. Der Behälter schützte die Rakete vor Umwelteinflüssen und Beschädigung. Im Inneren des Behälters war eine elektrische Heizung installiert, welche für eine optimale Temperatur zwischen 15 und 20 °C sorgte. Die 15Sch42 war eine dreistufige Interkontinentalrakete. Die Stufen bestehen aus drei Hauptantriebstufen mit Feststoff-Raketentriebwerken. Der Wiedereintrittskörperträger (englisch Post Boost Vehicle) verfügte über vier kleine Feststoff-Raketentriebwerke zur Lageregelung. Die Antriebsstufen waren übereinander angebracht und zünden der Reihe nach. Die Hülle der Rakete bestand aus Komposit-Werkstoffen, welche Temperaturen von bis zu 3.000 °C standhalten mussten. Die erste Stufe hatte einen Durchmesser von 1.800 mm, die zweite 1.470 mm und die dritte 1.300 mm. Als Treibstoff verwendete die Rakete den PAL-17/7-Treibstoff auf der Basis von Butylkautschuk, Aluminium und Ammoniumperchlorat. Die Lenkeinheit bestand aus einem Trägheitsnavigationssystem mit einem Analog-Digital-Steuersystem. Die Steuerung erfolgte über vier Strahlruder am Raketentriebwerk sowie acht wabenförmige Gitterflossen (davon vier beweglich) am Raketenheck. Die Rakete konnte wahlweise mit einem leichten Nukleargefechtskopf mit einer Sprengleistung von 650 kT oder einem schweren Nukleargefechtskopf mit 1.500 kT bestückt werden. Je nach Schussdistanz erzielte sie einen Streukreisradius (CEP) von 450–1.640 m.

## Status
Gemäß russischen Angaben verblieben die Temp-2S-Systeme in der Truppenerprobung und wurden nie offiziell in Dienst gestellt. Insgesamt erhielten die Strategischen Raketentruppen 39 Start- und Transportfahrzeuge. Die zwei Temp-2S-Raketenregimenter waren im Großraum von Plessezk stationiert und waren mit je 6 Start- und Transportfahrzeugen ausgerüstet. Bei Überflügen von Aufklärungssatelliten wurden die Start- und Transportfahrzeuge in spezielle Garagen gestellt, um diese zu verbergen. Je nach Quelle wurden zwischen 100 und 200 15Sch42-Raketen hergestellt. Im Zuge der SALT-II-Abrüstungsverhandlungen wurden alle Systeme im Jahr 1985 ausgesondert und in ein spezielles Depot zur Langzeitlagerung gebracht. Die Entsorgung der Raketen begann erst zehn Jahre später. Die letzte Rakete wurde 1997 verschrottet.